# Alcis repandata
Boarmie recourbée
Espèce
Synonymes
- Phalaena repandata Linnaeus, 1758
- Alcis repandatus
- Boarmia repandata

Alcis repandata, la Boarmie recourbée, est une espèce de lépidoptères (papillons) de la famille des Geometridae, de la sous-famille des Ennominae, commun en Europe et au Moyen-Orient.
Son envergure est de 32 à 40 mm. C'est une espèce extrêmement variable, de couleur chamois ou grise avec typiquement des barres noires sur le bord costal et souvent une large bande noirâtre sur les ailes antérieures. Ce papillon vole la nuit en juin et juillet et est attiré par la lumière.
La chenille se nourrit sur les feuilles et l'écorce tendre d'une grande variété d'arbres et autres plantes. L'espèce hiverne sous forme de chenille.

## Galerie

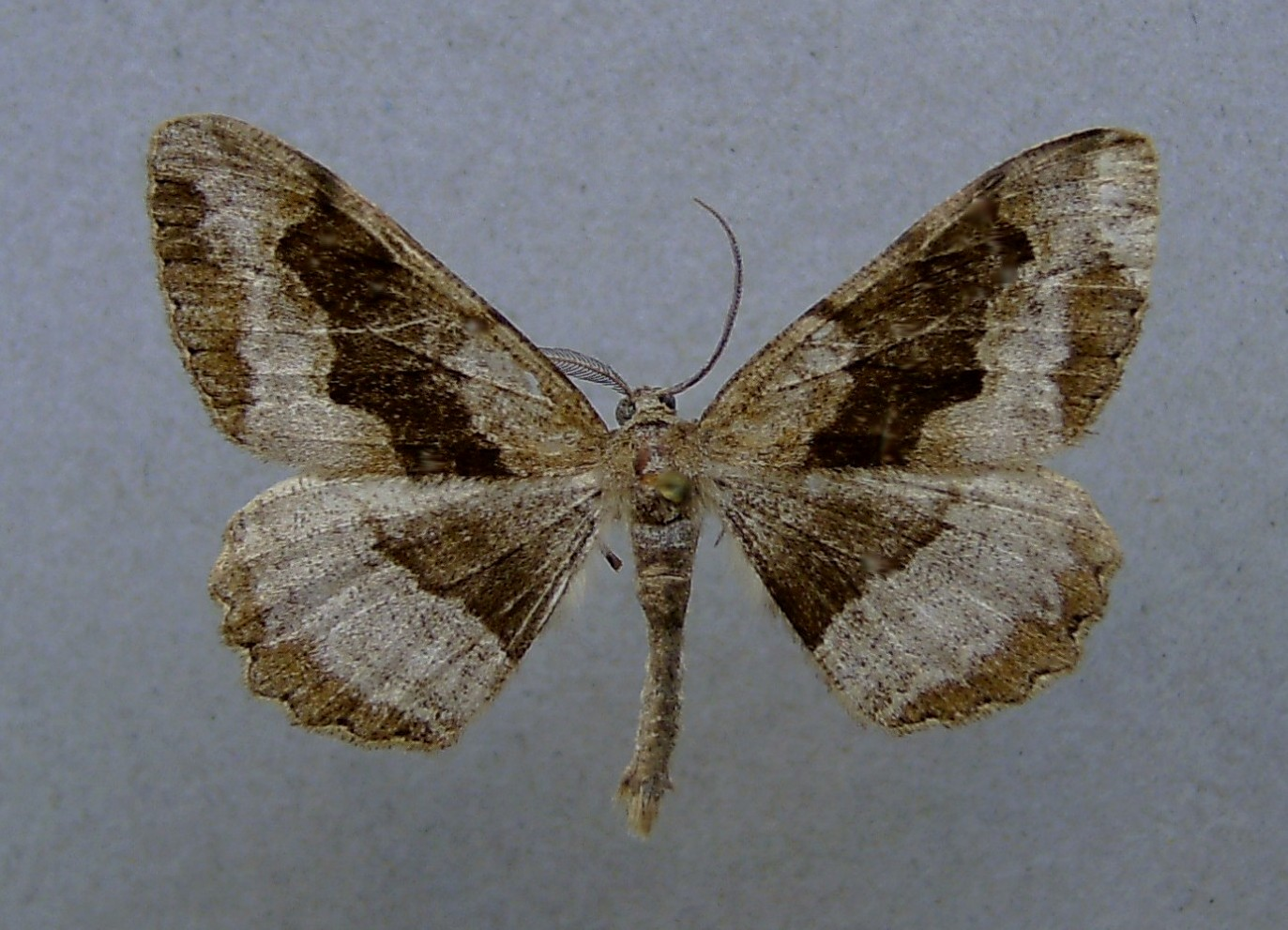
Mâle
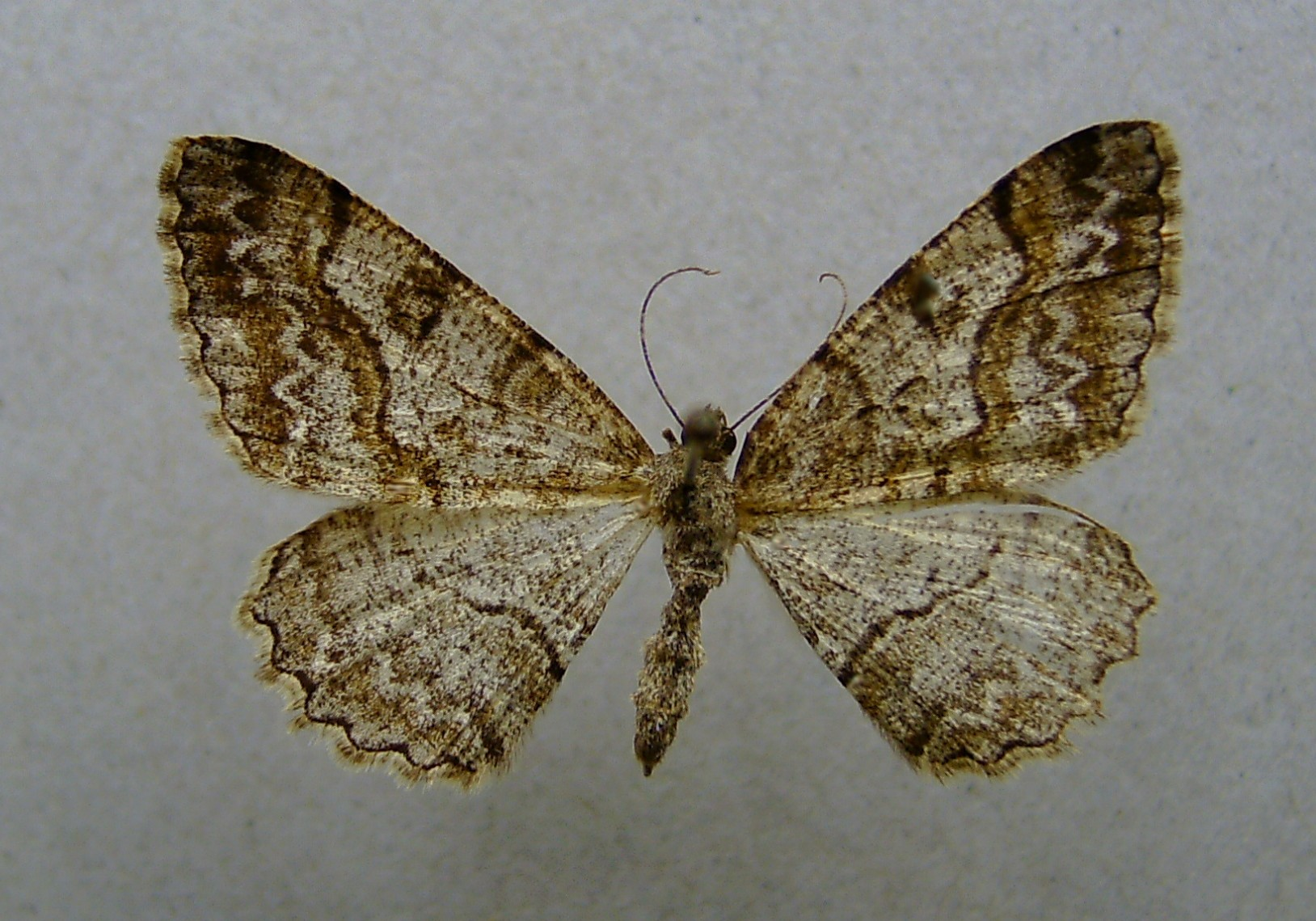
Femelle